# Hikaru Nakamura
Hikaru Nakamura - em japonês, 中村光 Nakamura Hikaru (Hirakata, 9 de dezembro de 1987) é um jogador de xadrez e streamer norte-americano, campeão nacional em 2005, 2009, 2012, 2015 e 2019, foi participante do Campeonato Mundial de Xadrez de 2004 (FIDE), o qual foi eliminado no quarto round por Michael Adams. Nakamura participa regularmente da Olimpíada de xadrez pelos Estados Unidos, tendo conquistado a medalha de bronze em 2006 e 2008.

## Início da vida
Hikaru Nakamura nasceu em Hirakata, província de Osaka, Japão, filho de uma mãe americana, Carolyn Merrow Nakamura, uma musicista clássica e professora de rede pública aposentada e um pai japonês, Shuichi Nakamura. Nakamura tem um irmão mais velho, Asuka. Quando ele tinha dois anos, sua família se mudou para os Estados Unidos, e, um ano depois, seus pais se divorciaram. Ele começou a jogar xadrez aos sete anos e foi ensinado pelo seu padrasto cingalês, Mestre da FIDE e autor de livros sobre xadrez Sunil Weeramantry. Weeramantry começou a dar aulas para os irmãos Nakamura, após ter visto que Asuka Nakamura havia vencido o campeonato nacional do jardim de infância em 1992, tal fato o levou a desenvolver um relacionamento com mãe dos irmãos.

## Prodígio do xadrez
Aos 10 anos, ele se tornou o estadunidense mais jovem a derrotar um Mestre Internacional quando derrotou Jay Bonin no Marshall Chess Club. Também aos dez, Nakamura se tornou o enxadrista mais jovem a conseguir o título de Mestre Nacional pela Federação Estadunidense de Xadrez, quebrando o recorde antes conquistado por Vinay Bhat (Nakamura manteve seu recorde até 2008 quando Nicholas Nip conseguiu o título de Mestre Nacional com 9 anos e 11 meses). Em 1999, Nakamura ganhou o prêmio Laura Aspis Prize, que premiava anualmente o enxadrista com maior rating pela USCF (Federação Estadunidense de Xadrez) com abaixo de 13 anos. Em 2003, aos 15 anos e 79 dias, Nakamura se consagrou como um prodígio do xadrez, se tornando o estadunidense mais jovem a receber o título de Grande Mestre, quebrando o recorde de Bobby Fischer por três meses . (O recorde de Nakamura foi ultrapassado em sequência por Fabiano Caruana em 2007, seguido por Ray Robson em 2009, e por último Samuel Sevian em 2014.)